# Kreuz Recklinghausen
Kreuz Recklinghausen is een knooppunt in Duitse deelstaat Noordrijn-Westfalen.
Op het knooppunt kruist de A43 Kreuz Münster-Süd-Kreuz Wuppertal-Nord de A2 Kreuz Oberhausen-Dreieck Werder.

## Geografie
Het knooppunt ligt in het zuidwesten van de stad Recklinghausen in de Kreis Recklinghausen.
Nabij gelegen stadsdelen zijn Hochlarmark, Stuckenbusch, Grullbad und Hillerheide.
Het knooppunt ligt ongeveer 55 km ten zuidwesten van Münster, ongeveer 20 km ten noordoosten van Essen en ongeveer 20 km ten noordwesten van Dortmund.

## Toekomst
In de komende jaren zal de A43 bij het knooppunt eveneens verbreedt gaan worden naar 2x3 rijstroken, dit zal ook een verandering van het knooppunt vereisen.

## Configuratie
Rijstrook
Nabij het knooppunt heeft de A2 2x3 rijstroken en de A43 heeft nog 2s2 rijstroken (zie Toekomst).
Alle verbindingswegen hebben één rijstrook.
Knooppunt
Het is een klaverbladknooppunt met rangeerbanen voor de A43.

## Verkeersintensiteiten
Dagelijks passeren ongeveer 160.000 voertuigen het knooppunt.
| Van                             | Naar                                 | Gemiddeld aantal voertuigen per dag | Percentage vrachtverkeer |
| ------------------------------- | ------------------------------------ | ----------------------------------- | ------------------------ |
| AS Herten (A 2)                 | AK Recklinghausen                    | 81.500                              | 17,7 %                   |
| AK Recklinghausen               | AS Recklinghausen-Süd (A 2)          | 73.800                              | 15,6 %                   |
| AS Recklinghausen/Herten (A 43) | AK Recklinghausen                    | 86.800                              | 06,5 %                   |
| AK Recklinghausen               | AS Recklinghausen-Hochlarmark (A 43) | 80.900                              | 06,5 %                   |

## Richtingen knooppunt
| Aansluitende wegen  | Aansluitende wegen                              | Aansluitende wegen                | Aansluitende wegen | Aansluitende wegen |
| ------------------- | ----------------------------------------------- | --------------------------------- | ------------------ | ------------------ |
|                     |                                                 | richting Recklinghausen / Münster |                    |                    |
|                     |                                                 |                                   |                    |                    |
| richting Oberhausen | richting Recklinghausen-Süd Dortmund / Hannover |                                   |                    |                    |
|                     |                                                 |                                   |                    |                    |
|                     |                                                 | richting Bochum / Wuppertal       |                    |                    |